# 2MASS

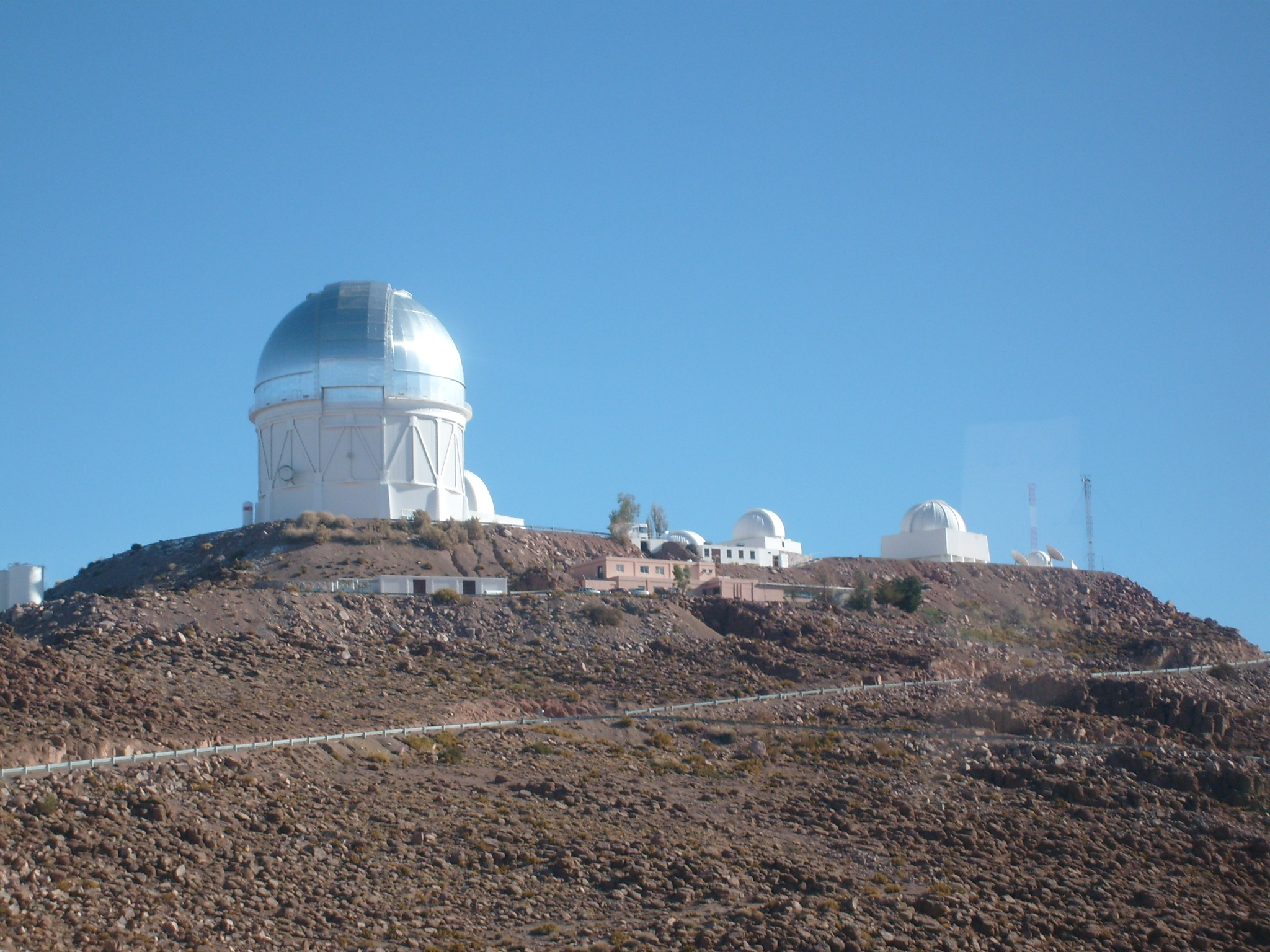
Observatoř Cerro Tololo Inter-American Observatory v Chile, jedno ze dvou míst, odkud byl průzkum prováděn.

Projekt Two Micron All-Sky Survey, známý pod zkratkou 2MASS, byl astronomickým průzkumem celé oblohy v infračerveném spektru, jeden z nejambicióznějších projektů tohoto druhu.
Průzkum probíhal mezi lety 1997 a 2001 na dvou různých observatořích: na Fred Lawrence Whipple Observatory na Mount Hopkins v Arizoně, USA a na Cerro Tololo Inter-American Observatory v Chile. Každá observatoř používala 1,3metrový teleskop k mapování části oblohy viditelné z příslušné hemisféry.
Průzkum probíhal na krátkých infračervených vlnových délkách (1,4–3 µm) ve třech různých frekvenčních pásmech (J, H a K) v okolí vlnové délky 2 mikronů, odtud tedy název studie.
Výsledkem průzkumu 2MASS byl astronomický katalog obsahující více než 300 milionů pozorovaných objektů, včetně planetek Sluneční soustavy, hnědých trpaslíků, málo hmotných hvězd, mlhovin, hvězdokup a galaxií. Další milion objektů byl zahrnut do katalogu 2MASS Extended Source Catalog (2MASX). Katalogizované objekty nesou označení s předponou "2MASS", respektive "2MASX".

## Katalog

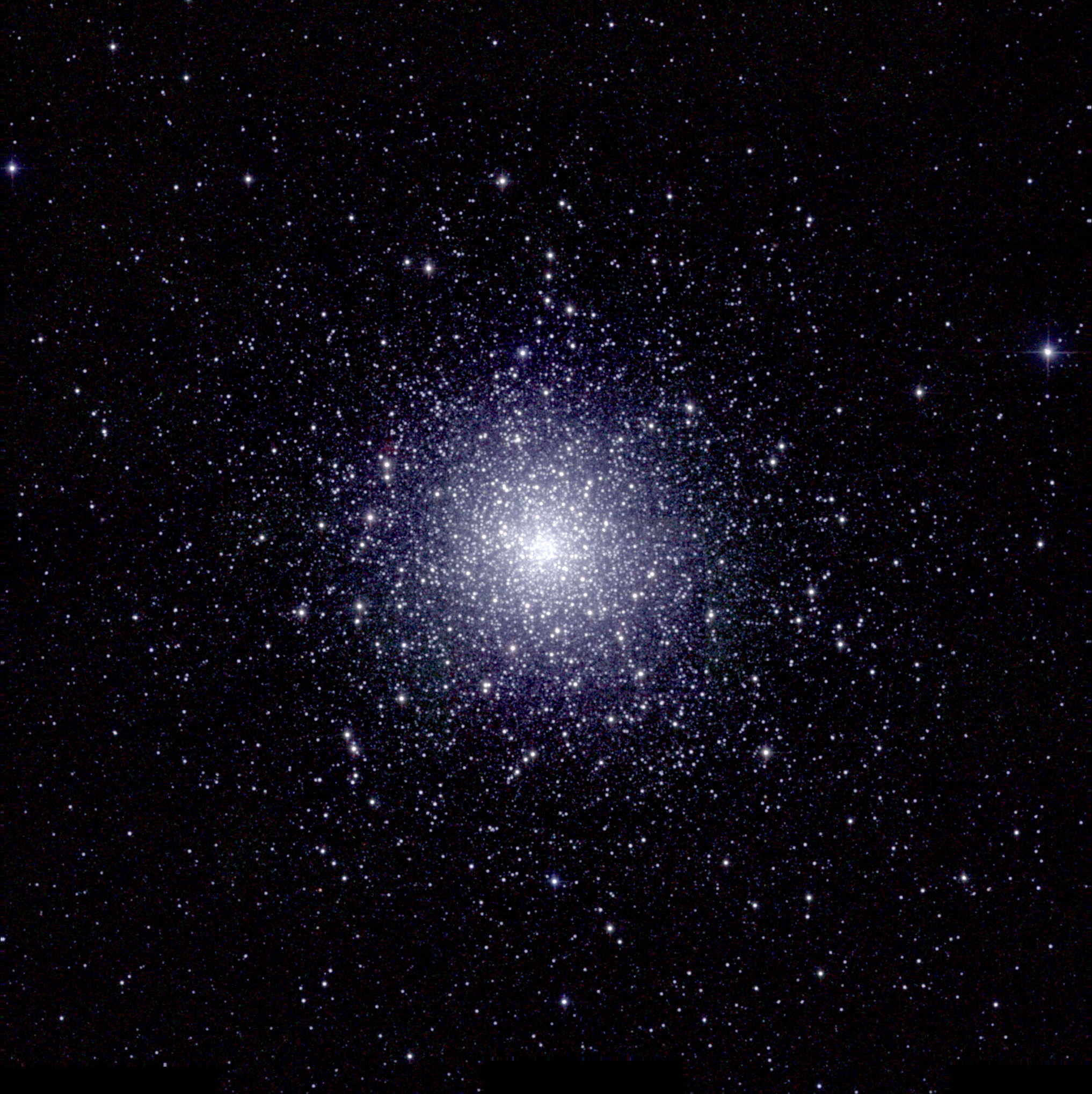
Fotografie kulové hvězdokupy 47 Tucanae pořízená v rámci průzkumu 2MASS

Finální data průzkumu 2MASS byla zveřejněna v roce 2003, a jsou dostupná v archivu Infrared Science Archive. Hlavní cíle průzkumu byly:
- detekce galaxií v oblasti oblohy skryté ve viditelném spektru Mléčnou dráhou
- detekce hnědých trpaslíků; průzkum 2MASS jich objevil celkem 173, například 2M1207[4]
- extenzivní průzkum málo hmotných hvězd, což je nejčastější typ hvězdy v naší i jiných galaxiích
- katalogizace všech nalezených hvězd a galaxií

Údaje v infračerveném spektru získávané průzkumem 2MASS se ukázaly jako obzvláště efektivní při detekci doposud neznámých hvězdokup.
Numerický popis bodových zdrojů (hvězdy, planety, planetky) i rozlehlých objektů (mlhoviny, galaxie) byl zanášen do katalogu prostřednictvím automatizovaných počítačových programů. Průměrná hvězdná velikost katalogizovaných objektů byla zhruba 14. Bylo zkatalogizováno přes 300 milionů bodových zdrojů a kolem 1 milionu rozlehlých objektů. Na základě dat z průzkumu 2MASS oznámil v roce 2003 tým vědců objev Trpasličí galaxie Velký pes, v té době nejbližší známé satelitní galaxie Mléčné dráhy. 
Výsledky výzkumu včetně dat a fotografií jsou v současnosti volným dílem a jsou zdarma přístupné on-line všem zájemcům. K dispozici je také seznam vědeckých článků a publikací vztahujících se k průzkumu 2MASS s odkazy na předpublikační verze dostupné zdarma.
Projekt 2MASS sponzorují University of Massachusetts v Amherstu, Infrared Processing and Analysis Center (IPAC, provozované Jet Propulsion Laboratory (JPL) a Caltechem), NASA a National Science Foundation (NSF).